# 1957 a jogalkotásban
1957-ben az alábbi jogszabályokat alkották meg:

## Magyarország

### Törvények (8)
- 1957. évi I. törvény az 1953. évi május hó 17. napján megválasztott országgyűlés megbízatásának meghosszabbításáról
- 1957. évi II. törvény a Magyar Népköztársaság Alkotmányának módosításáról
- 1957. évi III. törvény a Magyar Népköztársaság 1957. évi költségvetéséről
- 1957. évi IV. törvény az államigazgatási eljárás általános szabályairól
- 1957. évi V. törvény az állampolgárságról
- 1957. évi VI. törvény magyar állampolgárnak külföldi állampolgárral való házasságkötéséről, valamint külföldi állampolgárok örökbefogadásáról
- 1957. évi VII. törvény a népi ellenőrzésről
- 1957. évi VIII. törvény a polgári perrendtartás egyes rendelkezéseinek módosításáról

### Törvényerejű rendeletek (66)
- Forrás: Törvényerejű rendeletek teljes listája (1949 - 1989)

- 1957. évi 1. tvr. a közbiztonsági őrizetről szóló 1956. évi 31. tvr. egyes rendelkezéseinek módosításáról (jan. 8.)
- 1957. évi 2. tvr. a gyűlések és felvonulások ideiglenes engedélyhez kötéséről szóló 1956. évi 30. tvr. hatályának meghosszabbításáról (jan. 11.)
- 1957. évi 3. tvr. az egyesületek feletti felügyeleti jogkör gyakorlásáról (jan. 15.)
- 1957. évi 4. tvr. a gyorsított büntető eljárás szabályozásáról (jan. 15.)
- 1957. évi 5. tvr. Munkaügyi Minisztérium felállításáról (jan. 26.)
- 1957. évi 6. tvr. a szabálysértési bizottságok felállításának elhalasztásáról (jan. 26.)
- 1957. évi 7. tvr. az egyes minisztériumok összevonásáról és megszüntetéséről intézkedő 1956. évi 33. tvr. módosításáról (febr. 1.)
- 1957. évi 8. tvr. egyes büntető eljárási rendelkezések módosításáról (febr. 1.)
- 1957. évi 9. tvr. a magánszemélyek által megszerezhető mező- és erdőgazdasági földterületek felső határának megállapításáról (febr. 3.)
- 1957. évi 10. tvr. a mezőgazdasági ingatlanok tulajdoni és használati viszonyainak rendezéséről (febr. 3.)
- 1957. évi 11. tvr. a földreformmal és telepítésekkel kapcsolatos korlátozások megszüntetéséről és a megváltási ár megállapításáról (febr. 3.)
- 1957. évi 12. tvr. az ország területének elhagyására vonatkozó büntető rendelkezések kiegészítéséről (febr. 8.)
- 1957. évi 13. tvr. a munkásőrségről (febr. 19.)
- 1957. évi 14. tvr. a kulturális javak fegyveres összeütközés esetén való védelme tárgyában Hágában, 1954. évi május hó 14. napján kelt nemzetközi egyezmény, valamint az ahhoz csatolt jegyzőkönyv (a kulturális javak háború idején megszállott területről való kivitelének tilalma tárgyában) kihirdetéséről (márc. 1.)
- 1957. évi 15. tvr. az Egyesült Nemzetek kiváltságairól és mentességeiről New Yorkban, 1946. évi február hó 13. napján kelt nemzetközi egyezmény kihirdetéséről (márc. 1.)
- 1957. évi 16. tvr. a Budapesti Műszaki Egyetem szervezetének módosításáról (márc. 12.)
- 1957. évi 17. tvr. a magánkereskedés gyakorlásáról (márc. 12.)
- 1957. évi 18. tvr. a kiskorú gyermek tartózkodási helyének kijelöléséhez szükséges gyámhatósági engedélyről (márc. 12.)
- 1957. évi 19. tvr. az 1956. évi október hó 23. napját követően nem anyakönyvvezető előtt kötött házasságokról (márc. 12.)
- 1957. évi 20. tvr. a mezőgazdasági lakosság általános jövedelemadójáról szóló 1955. évi 35. tvr. módosításáról és kiegészítéséről (márc. 20.)
- 1957. évi 21. tvr. a sokgyermekes anyák jutalmazásáról (márc. 22.)
- 1957. évi 22. tvr. az egyes egyházi állások betöltéséhez szükséges állami hozzájárulásról (márc. 24.)
- 1957. évi 23. tvr. a gyűlések és felvonulások ideiglenes engedélyhez kötéséről szóló 1956. évi 30. tvr. hatályának meghosszabbításáról (márc. 27.)
- 1957. évi 24. tvr. a jogellenesen külföldre távozott személyek hazatérésének megkönnyítéséről (márc. 29.)
- 1957. évi 25. tvr. a Legfelsőbb Bíróság Népbírósági Tanácsának felállításáról és eljárásának szabályozásáról (ápr. 6.)
- 1957. évi 26. tvr. a Buenos Airesben 1952. évi december hó 22. napján kelt nemzetközi távközlési egyezmény kihirdetéséről (ápr. 19.)
- 1957. évi 27. tvr. a magyar levéltárügy irányításáról (ápr. 21.)
- 1957. évi 28. tvr. az állami tulajdonba vett házingatlanokkal kapcsolatos egyes kérdések rendezéséről (ápr. 21.)
- 1957. évi 29. tvr. a Bernben, 1952. évi október 25. napján aláírt Vasúti Árufuvarozási, valamint Személy- és Poggyászfuvarozási Nemzetközi Egyezmények kihirdetéséről (máj. 5.)
- 1957. évi 30. tvr. a Közúti Kereskedelmi Járművek Ideiglenes Behozatalára, a Szállítótartályokra és a Magánhasználatra szolgáló Vízijárművek és Légijárművek Ideiglenes Behozatalára vonatkozó, Genfben 1956. évi május hó 18. napján kelt nemzetközi Vámegyezmények kihirdetéséről (máj. 7.)
- 1957. évi 31. tvr. a tudományos fokozatok elnyerésével kapcsolatos egyes rendelkezések alkalmazásának átmeneti felfüggesztéséről (máj. 7.)
- 1957. évi 32. tvr. az 1956. évi október hó 23. napját követően jogellenesen külföldre távozott személyek vagyonjogi helyzetének rendezéséről (jún. 2.)
- 1957. évi 33. tvr. az Eötvös Loránd Tudományegyetem szervezetének módosításáról (jún. 2.)
- 1957. évi 34. tvr. a népbírósági tanácsokról és a bírósági szervezet, valamint a büntető eljárás egyes kérdéseinek szabályozásáról (jún. 15.)
- 1957. évi 35. tvr. a mezőgazdasági felsőoktatás egyes kérdéseinek újabb szabályozásáról (jún. 25.)
- 1957. évi 36. tvr. a Lenin Intézetnek az Eötvös Loránd Tudományegyetem Bölcsészettudományi Karába való beolvasztásáról (jún. 25.)
- 1957. évi 37. tvr. a szarvasmarha és a borjú vágásának szabályozásáról (jún. 25.)
- 1957. évi 38. tvr. az 1953. évi 16. tvr. módosításáról (jún. 25.)
- 1957. évi 39. tvr. a munka törvénykönyve egyes rendelkezéseinek módosításáról (júl. 2.)
- 1957. évi 40. tvr. a vágóállatok levágásáról és forgalmáról, valamint a hús és húskészítmények forgalmáról (júl. 2.)
- 1957. évi 41. tvr. az 1956. évi 31. tvr. módosításáról (júl. 14.)
- 1957. évi 42. tvr. az 1951. évi 26. tvr. kiegészítéséről (júl. 17.)
- 1957. évi 43. tvr. a vadászatról és a vadgazdálkodásról (júl. 17.)
- 1957. évi 44. tvr. a szabálysértések megállapításának rendjéről és egyes bűntettek szabálysértéssé minősítéséről szóló 1956. évi 16. tvr. módosításáról (júl. 17.)
- 1957. évi 45. tvr. az ellenforradalom során megrokkant vagy meghalt személyek, illetőleg hozzátartozóik nyugdíj-jogosultságának szabályozásáról (júl. 17.)
- 1957. évi 46. tvr. a kötelező szakmai gyakorlatra vonatkozó rendelkezések hatályon kívül helyezéséről (júl. 17.)
- 1957. évi 47. tvr. a földreformmal és telepítésekkel kapcsolatos korlátozások megszüntetéséről és a megváltási ár megállapításáról szóló 1957. évi 11. tvr. kiegészítéséről (júl. 20.)
- 1957. évi 48. tvr. vízgazdálkodási társulatok alakításáról (aug. 15.)
- 1957. évi 49. tvr. a magánkereskedés gyakorlásáról szóló 1957. évi 17. tvr. kiegészítéséről (aug. 15.)
- 1957. évi 50. tvr. a hajón szállított nehéz csomagok súlyának megjelöléséről szóló 1937. évi VII. törvény 2. §-ának hatályon kívül helyezéséről (aug. 15.)
- 1957. évi 51. tvr. a katonai bíróságok illetékességére vonatkozó egyes rendelkezések módosításáról (szept. 1.)
- 1957. évi 52. tvr. a mezőgazdasági ingatlanok tulajdoni és használati viszonyainak rendezéséről szóló 1957. évi 10. tvr. kiegészítéséről (szept. 3.)
- 1957. évi 53. tvr. a tartásdíj külföldön való behajtása tárgyában, New Yorkban, 1956. évi június hó 20. napján kelt nemzetközi egyezmény kihirdetéséről (szept. 4.)
- 1957. évi 54. tvr. a Magyar Népköztársaság Kormánya és a Szovjet Szocialista Köztársaságok Szövetségének Kormánya között a Magyar Népköztársaság területén ideiglenesen tartózkodó szovjet csapatok jogi helyzete tárgyában Budapesten 1957. május 27-én aláírt egyezmény kihirdetéséről (szept. 15.)
- 1957. évi 55. tvr. az állampolgárságról szóló 1957. évi V. törvény hatálybalépése és végrehajtása, továbbá a magyar állampolgárok külföldi állampolgárral való házasságkötéséről, valamint a külföldi állampolgárok örökbefogadásáról szóló 1957. évi VI. törvény hatálybalépése tárgyában (szept. 15.)
- 1957. évi 56. tvr. a közvetlen bírósági (közjegyzői) letiltásról és a tartásdíjak behajtásának egyszerűsítéséről szept. 15.)
- 1957. évi 57. tvr. bíráknak a Legfelsőbb Bírósághoz való ideiglenes berendeléséről (szept. 15.)
- 1957. évi 58. tvr. az államigazgatási eljárás általános szabályairól szóló 1957. évi IV. tv.-nek az államigazgatási határozatok bíróság előtti megtámadását szabályozó rendelkezései végrehajtásáról (szept. 29.)
- 1957. évi 59. tvr. az Áruminták és kereskedelmi propagandaanyagok behozatalának megkönnyítésére vonatkozó, Genfben, 1952. évi november hó 7. napján kelt nemzetközi egyezmény kihirdetéséről (okt. 1.)
- 1957. évi 60. tvr. a dolgozók betegségi biztosítására vonatkozó egyes rendelkezések módosításáról (okt. 29.)
- 1957. évi 61. tvr. a „Magyar Szabadság Érdemrend” újbóli adományozásáról (okt. 29.)
- 1957. évi 62. tvr. a rögtönbíráskodási eljárás megszüntetéséről (nov. 3.)
- 1957. évi 63. tvr. a munkástanácsokról (nov. 17.)
- 1957. évi 64. tvr. a Szegedi Orvostudományi Egyetem szervezetének szabályozásáról (dec. 11.)
- 1957. évi 65. tvr. a mezőgazdasági termelőszövetkezetek tagjainak kötelező kölcsönös nyugdíjbiztosításáról (dec. 28.)
- 1957. évi 66. tvr. a fontos és bizalmas munkakörök betöltéséről (dec. 28.)

### Kormányrendeletek
- 3/1957. (I. 20.) Korm. rendelet az egyesületek feletti felügyelet és ellenőrzés szabályozásáról
- 15/1957. (III. 7.) Korm. rendelet a lakásbérletről szóló 35/1956. (IX. 30.) MT rendelet végrehajtása tárgyában

### Egyéb fontosabb jogszabályok
- 1/1957. (IV. 20.) KPM rendelet A Hajózási Árufuvarozási Szabályai közzétételéről
- 9/1957. (IX. 13.) IM rendelet a tartásdíj külföldön való behajtása tárgyában New-Yorkban, 1956. évi június hó 20. napján kelt nemzetközi egyezmény kihirdetéséről szóló 1957. évi 53. számú törvényerejű rendelet végrehajtásáról;